# CIWS
CIWS er et maritimt nærforsvarssystem. CIWS er en forkortelse på engelsk (en: Close-In Weapons System (Nærforsvarsvåbensystem)). Det bruges mod angribende missiler, fly eller små overfladefartøjer. Et nærforsvarssystem består typisk af en fuldautomatisk, radarstyret gatling-maskinkanon, eller et missilsystem. Systemet betegnes som et krigsskibs sidste forsvarslinie (en: last line of defense).
Moderne krigsskibe såsom krydsere, destroyerer eller fregatter kan være udrustet med op til flere nærforsvarssystemer, typisk enten én i hver side eller alternativt én for og agter. Endnu større skibe såsom hangarskibe kan dog have endnu flere nærforsvarssystemer, eksempelvis har det russiske hangarskib Admiral Kuznetsov 8 stk. Kasjtan CIWS samt 8 AK-630 CIWS.

## Historie
Nærforsvarssystemerne fik deres indtog i 1970’erne. Efterhånden som antiskibsmissilerne blev mere og mere teknisk avancerede og hurtigere, kunne traditionelle kanoner og antiluftskyts ikke længere følge med. Som et modtræk til de udviklede antiskibsmissiler blev der i første omgang udviklet systemer med maskinkanoner, og for at sikre en større succesratio faldt valget af maskinkanoner på gatling-maskinkanonen, der er i stand til at skyde op til 6.000 skud i minuttet. Dermed kunne man få så mange skud i luften som muligt og få en større chance for at ramme det angribende missil. Senere blev også nærforsvarssystemer, der brugte missiler, udviklet.
Det russiske system AK-230 (30 mm) blev indført i 1969. Det fik sine informationer via skibets radar, som sendte informationer vedrørende målets kurs, fart og højde videre til en computer, som så igen styrede nærforsvarssystemet og kunne engagere målet. USA udviklede i 1978 Phalanx-systemet (20 mm), der med sit eget radarsystem gjorde det uafhængigt af skibets radar. Holland designede i 1979 Goalkeeper-systemet, der ligner Phalanx-systemet, dog med en større kaliber (30 mm).

## Funktion
Nærforsvarssystemerne er oftest fuldt automatiserede, men kan overvåges og styres via operationsrummet. De kan også operere autonomt, hvilket nedsætter systemets reaktionstid væsentligt overfor hurtigtgående trusler.
Systemet identificerer indgående trusler baseret på deres størrelse og hastighed. Systemet prioriterer så, hvilke mål der skal engageres, så et missil der styrer mod skibet, men ikke direkte imod, vil ikke nødvendigvis blive engageret. Derefter retter systemet maskinkanonen mod målet og engagerer målet, hvorefter det skifter mål og starter processen forfra. Nærforsvarssystemer, der bruger missiler, sender et missil af sted, når truslen kommer indenfor rækkevidde. Hvis missilet fejler, bliver endnu et missil afskudt, indtil truslen er neutraliseret.

## Effektivitet
Da antiskibsmissilerne bliver engageret i relativ nærhed af skibene, kan missilernes høje fart gøre, at selv om missilet bliver ødelagt, kan resterne af missilet stadig fortsætte mod skibet og forårsage lette ødelæggelser på følsomme systemer såsom radarer og kommunikationsantenner.
Danmark investerede i sit første CIWS, da man anskaffede Absalon-klassen. Oerlikon Millennium 35 mm Ahead naval gun blev indkøbt fra tyske Rheinmetall og er et avanceret system, der har en rækkevidde på 2.500 meter samt en skudkadence på 1.000 skud i minuttet. Skudkadencen er lav i forhold til de fleste andre CIWS. Millennium CIWS har dog en anderledes ammunition, det såkaldte AHEAD, hvor hvert skud, inden det forlader løbet på maskinkanonen, bliver programmeret til at sprænge, lige inden det møder missilet. I hvert projektil findes der 152 wolfram-cylindre på hver 3,3 gram, der bliver spredt, hvorpå der dannes en mur af wolfram og dermed mange gange forøger chancen for at nedskyde et missil. Fregatterne af Iver Huitfeldt-klassen bliver ligeledes udstyret med dette CIWS.
AK-230 har en rækkevidde på 2.500 meter og en maksimal skudkadence på 2.000 skud i minuttet. Phalanx CIWS har en rækkevidde på 3.500 meter og en skudkadence på 4.500 skud i minuttet. Opgraderingen Block 1B gør ifølge producenten Raytheon Phalanx CIWS i stand til at nedskyde missiler, der flyver med mach 2,4 eller mere. Goalkeeper-systemet har en rækkevidde fra 350 til 1.500 meter med en skudkadence på 4.200 skud i minuttet. Dog kan systemet ikke være sikker på succes, når målet flyver med mere end mach 2.
RAM-systemet (RIM-116 Rolling Airframe Missile) er det hurtigste af nærforsvarssystemerne; det skyder et missil af sted med mach 3 i en 5-8 kilometers afstand. Det kan benytte Phalanx-systemets sensorer og dermed få en øget træfsikkerhed.
Det russiske Kasjtan (Каштан: 'kastanje') CIWS er en kombination af et missilsystem og et kanonsystem. Det består af 2×30 mm gatling-kanoner med en skudkadence på op til 12.000 skud i minuttet samt 4 styk SA-N-11 Grison-missiler. Kanonerne har en rækkevidde på 500 til 4000 meter og missilerne en rækkevidde fra 1.500 meter til 10.000 meter. Den avancerede sensorpakke gør, at systemet er i stand til at engagere mål, der flyver med en hastighed på over 600 meter i sekundet (mach 1,8). Systemet er i stand til at engagere op til 6 mål på en gang.